# Otto Dziobek

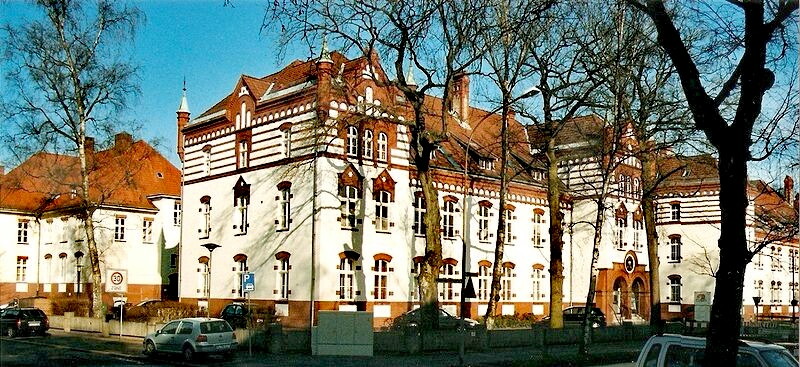
Ancienne caserne du I./162

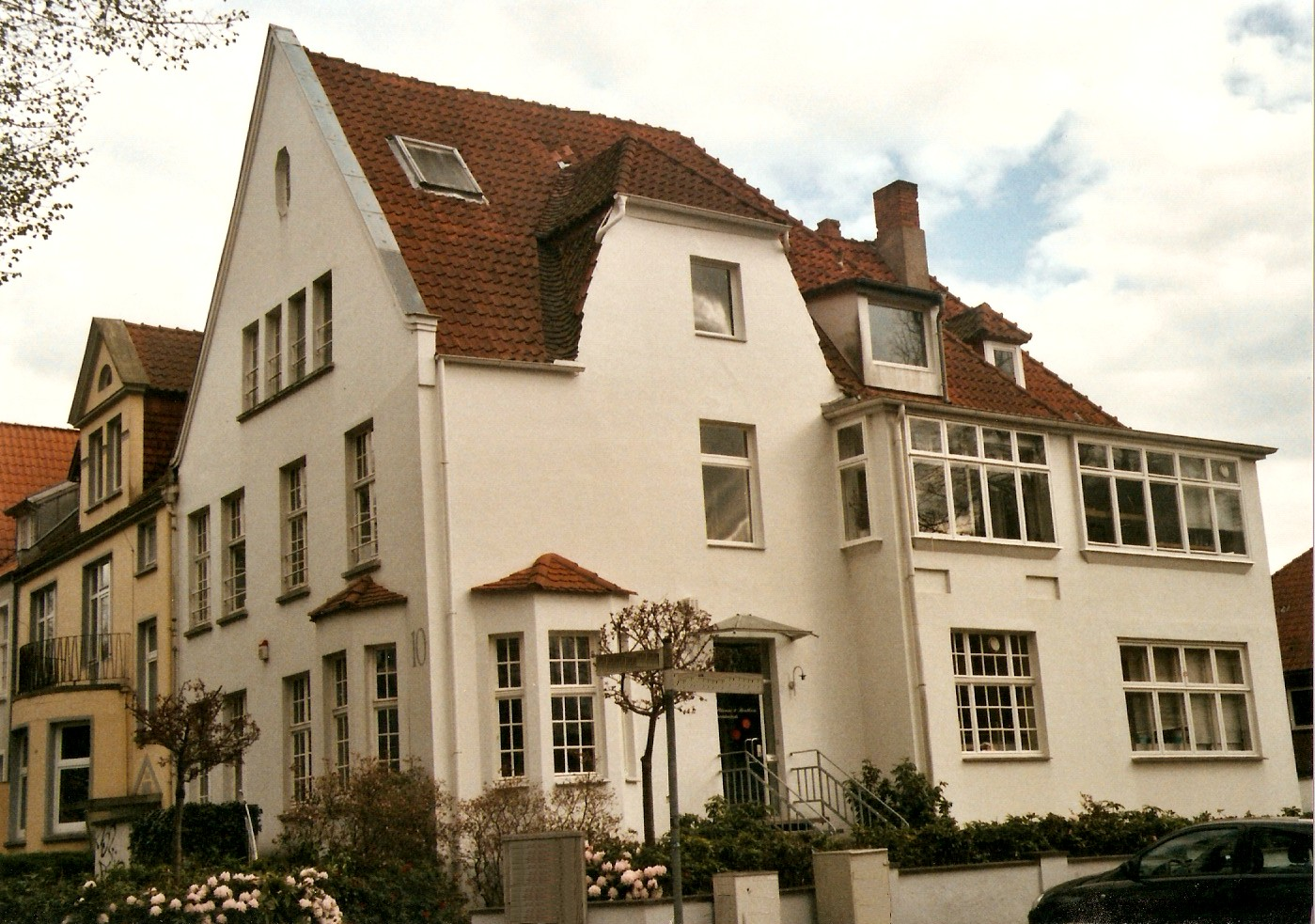
Ancienne maison de Dziobek à Lübeck

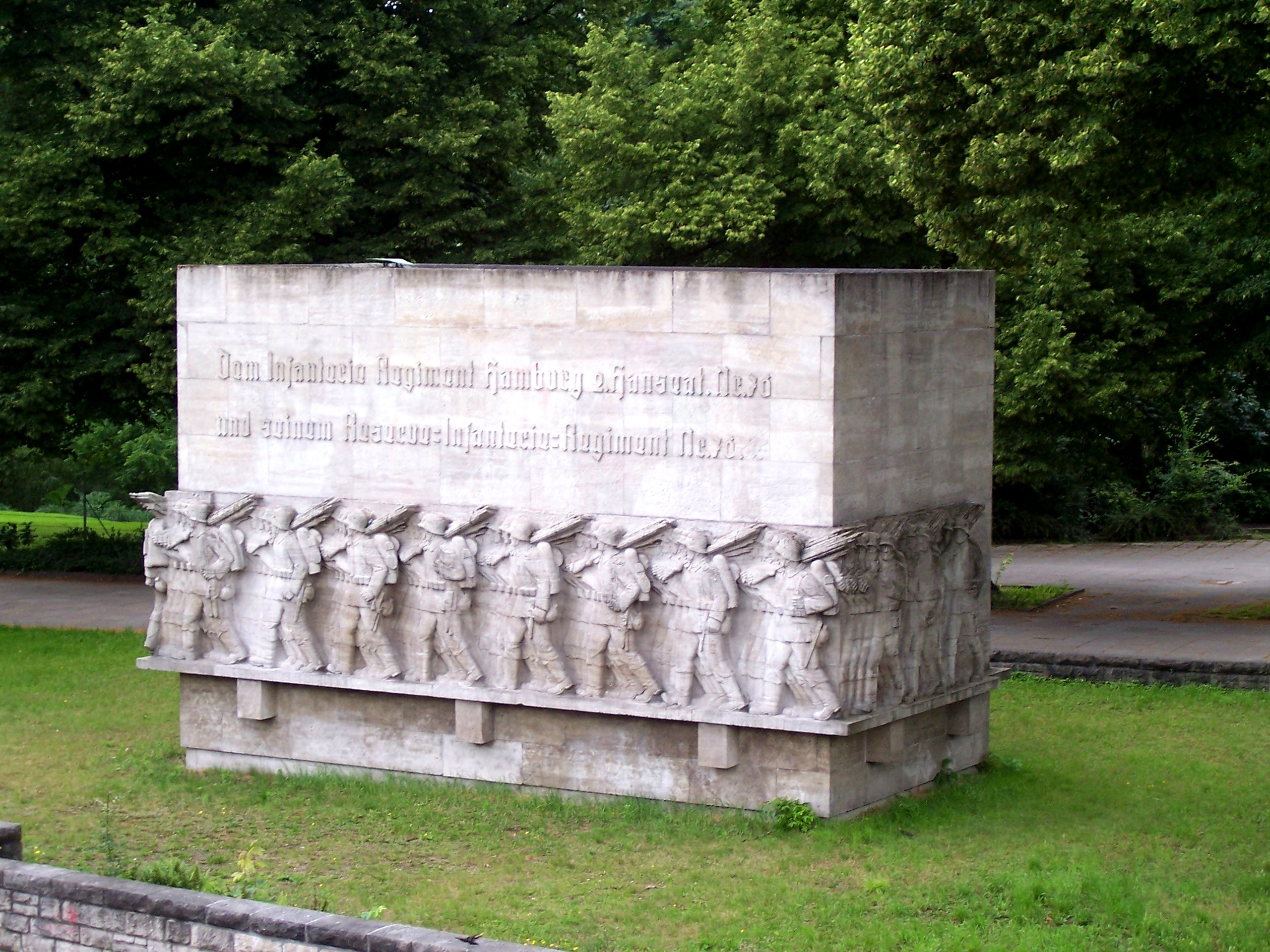
Monument au 76e régiment d'infanterie de réserve à Hambourg

Otto Gustav Eduard Dziobek (né le 9 avril 1875 à Sarrelouis et mort le 26 novembre 1964 à Hambourg) est un colonel allemand pendant la Seconde Guerre mondiale.

## Biographie
Dziobek a six frères et vit à Metz jusqu'en 1879. De là, la famille déménage à Charlottenbourg, où il étudie à l'école Impératrice-Augusta jusqu'en 1883. Lorsque l'homonyme Augusta de Saxe-Weimar-Eisenach visite l'école le 9 mars 1882, il reçoit un baiser de sa part - comme il le rapporte plus tard avec joie. Au cours des deux années suivantes, il étudie d'abord à l'école préparatoire puis au lycée de la cathédrale de Magdebourg. À partir de 1885, il est étudiant au Stephaneum d'Aschersleben, où vit la famille
En mai 1887, il entre à l'Institut des cadets de Potsdam et en 1891 à l'Institut principal des cadets de Prusse. En 1894, il rejoint le 26e régiment d'infanterie à Magdebourg en tant que sous-lieutenant. Quatre ans plus tard (1898), il est transféré à l'infanterie de marine, au 1er bataillon maritime, à Kiel. Sur le Dresden (de) en 1900, il part pour Tsingtao dans la région de Kiautschou, où il se trouve avec le 3e bataillon naval (de) participe à la répression de la rébellion des Boxers. Il est blessé huit fois lors des combats dans l'arrière-pays. À partir d'octobre 1900, il est au Japon, où il est affecté au 1er bataillon naval de remplacement. En avril 1901, il quitte l'Asie avec l'Andalousia. De retour à Kiel, il est officier d'inspection et professeur à l'Académie et école navales de Kiel. Il retourne ensuite du 1er bataillon de réserve au 1er bataillon naval. Après avoir été transféré au gymnase militaire de Berlin en 1902 et promu premier lieutenant en 1903, il quitte l'infanterie de marine en 1904 et rejoint le 82e régiment d'infanterie (de) de l'armée prussienne à Göttingen.
D'octobre 1904 à octobre 1906, il est adjudant du 1er bataillon puis trois ans du 2e commandement de district à Cassel. Après avoir été promu capitaine surnuméraire en janvier 1911, il est transféré au 162e régiment d'infanterie (de) à Lübeck, où il est nommé chef de la 8e compagnie.
Après le déclenchement de la Première Guerre mondiale, Dziobek est nommé en octobre 1914. commandant du 2e bataillon du 90e régiment d'infanterie de réserve, mais revient au 162e régiment d'infanterie en décembre. Il est chargé de diriger le 1er bataillon jusqu'à Noël 1914 et en est ensuite nommé commandant. Hans am Ende prend sa place de chef de sa compagnie. En octobre, lors du deuxième déploiement du régiment à la bataille de la Somme, le bataillon « Dziobek » est affecté au chef du 3e bataillon, Holger Ritter et le 2e bataillon du 163e régiment d'infanterie (de) et d'un nouveau régiment « Ritter » formé par un bataillon étranger. Mais c'est tout aussi éphémère, ici pour la bataille de la Somme, que le régiment « Sick » l'est autrefois pour Thélus.
Après l'AKO du 25 novembre 1916, sa promotion au grade de major, il est affecté à trois cours d'une semaine dans les douze mois suivant février 1917. Il est affecté à l'école de lanceurs de mines d'Asch près de Genk, à l'école militaire des gaz de Berlin et à la division de formation de Valenciennes. Comme il s'est déjà vu confier la direction du 76e régiment d'infanterie de réserve pour une semaine en 1917, celle-ci lui est confiée à la mi-octobre 1918.
Après la Première Guerre mondiale, il occupe à partir de mars 1919 le poste de commandant du bataillon de volontaires (I./162) à Eutin, puis à partir de mai celui de chef du centre d'enrôlement de Lübeck, avant d'être affecté au commandement général de Schwerin en septembre. D'octobre 1919 à octobre 1920, il est commandant du point de traitement du 162e régiment d'infanterie. Cette année-là, en novembre 1919, il est le dernier à occuper le poste de commandant de Sylt, l'île qui est le premier site de déploiement du régiment pendant la guerre. Il est ensuite nommé au bureau de résolution du 11e corps d'armée à Altona, où il quitte le service militaire le 31 décembre 1920. En avril 1920, il est démis de ses fonctions avec le grade de lieutenant-colonel à la suite dans le 162e régiment d'infanterie.
En tant que civil, il travaille au caisse d'épargne et d'obligations (de) de Lübeck. Comme il est l'un des rares à avoir appartenu presque continuellement au régiment de Lübeck pendant la guerre, l'ancien commandant du régiment, le colonel von Rettberg (de), l'approche à ce moment-là pour lui demander d'écrire  l'histoire du régiment à l'occasion du 25e anniversaire de sa fondation. Lors de sa visite à Hanovre le 15 juin 1922, il en remet un exemplaire au maréchal Paul von Hindenburg.
En janvier 1921, il rejoint la Commerz- und Privatbank à Hambourg et s'y installe en mai. En 1940, il est nommé lieutenant-colonel et commandant du quartier général local I/697 (poste de terrain 38112). À la mi-avril, il atteint Oslo via Königsberg, où il est nommé commandant de la forteresse d'Akershus et peu de temps après également commandant de la ville d'Oslo. En septembre 1940, il reçoit sa commission de lieutenant-colonel. En mai 1943, sa condition de mobilisation est levée et retourne à Hambourg, où il devient colonel le 1er juin 1943. Lors de l'opération Gomorrhe, il perd une fille qui exerce la médecine à l'hôpital d'Eppendorf (de). Fin novembre 1943, il quitte définitivement le service militaire. Le jour de son 70e anniversaire, l'Association de camaraderie des anciens membres du 76e régiment d'infanterie de réserve le nomme membre honoraire. Après la guerre, il reprend la direction de la Commission allemande des sépultures de guerre à partir du 1er janvier 1946. À l'âge de 74 ans, il démissionne le 1er octobre 1949.
Le défunt, âgé de 89 ans, est enterré dans la tombe familiale du cimetière d'Ohlsdorf. Cette dernière est située sur la place de grille BL 59 à l'ouest de la chapelle 12.

## Récompenses
- Médaille du centenaire en 1897
- Ordonnance de la Couronne de 4e classe avec épées en 1900[10]
- Pièce commémorative en bronze de Chine (de) avec fermoir Kaumi
- Croix de fer (1914)
  - 2e classe le 22 septembre 1914
  - 1re classe le 24 décembre 1914[11],[12]
- Croix hanséatique
  - Lübeck le 10 novembre 1915
  - Hambourg le 12 mars 1919
- Croix de chevalier de l'Ordre de la Maison Royale de Hohenzollern avec épées en septembre 1916 au nom du général von Below
- Croix d'honneur princière de Schwarzbourg de 2e classe avec épées en 1917
- Croix de décoration de service prussienne
- Croix du mérite de guerre (1939)
  - 2e classe le 1er octobre 1940 par le colonel-général Eduard Dietl
  - 1re classe le 1er septembre 1942 par le général d'artillerie Engelbrecht

## Publications
- Otto Dziobek: Geschichte des Infanterie-Regiments Lübeck (3. Hanseatisches) Nr. 162. Verlag Gerhard Stalling, 1922 Oldenburg i. D.
- Lübeckische Blätter 1937, Nr. 18: Ansprache des Oberstleutnants a. D. Dziobek bei der Erinnerungsfeier zur Errichtung des Infanterie-Regiments „Lübeck“ (3. Hanseatisches) Nr. 162 vor 40 Jahren. Gehalten im Hause der Gemeinnützigen Gesellschaft (de) zu Lübeck am 17. April 1937.